# Soteska Olduvai
Soteska Olduvai ali soteska Oldupai v Tanzaniji je eden najpomembnejših paleoantropoloških nahajališč na svetu; številna mesta, ki jih je izpostavila soteska, so se izkazala za neprecenljive pri nadaljnjem razumevanju zgodnje človeške evolucije. Strma grapa v Velikem tektonskem jarku, delu Velike riftne doline, ki se razteza čez Vzhodno Afriko, je dolga približno 48 km in je v vzhodnih nižinah Serengetija znotraj Zavarovanega območja Ngorongoro v oddelku Olbalbal v okrožju Ngorongoro v Aruši. Regija je približno 45 kilometrov od Laetolija, drugega pomembnega arheološkega kraja zgodnjega človeštva. Britansko/kenijska skupina paleoantropologov-arheologov Mary in Louis Leakey je vzpostavila programe izkopavanja in raziskovanja v soteski Olduvai, s čimer so dosegli velik napredek v človeškem znanju in so svetovno znani.
Soteska je dobila ime po masajski besedi oldupai, kar pomeni "kraj divjega sisala", saj vzhodnoafriški divji sisal (Sansevieria ehrenbergii) obilno raste po celotnem območju soteske. Petindvajset kilometrov dolvodno od jezera Ndutu in jezera Masek se soteska zareže v pleistocenske sedimente jezerskega korita do globine 90 m. Stranska soteska, ki izvira iz gore Lemagrut, se pridruži glavni soteski 8 km od ustja. Ta stranska soteska sledi obali prazgodovinskega jezera, bogatega s fosili in zgodnjimi najdišči homininov. Občasni tokovi vulkanskega pepela iz Olmotija in Kerimasija so pripomogli k ohranjanju fosilov v soteski.
Lokalitet je pomemben za prikaz naraščajoče razvojne in družbene kompleksnosti pri najzgodnejših ljudeh ali homininih, ki se je v veliki meri razkril pri izdelavi in uporabi kamnitih orodij. Pred orodji je mogoče opaziti dokaze o mrhovinarstva in lovljenja – poudarjeno s prisotnostjo sledi ugrizov, ki so pred urezninami – in razmerja med mesom in rastlinskim materialom v zgodnji prehrani homininov. Zbiranje orodij in živalskih ostankov na centraliziranem območju je dokaz razvoja družbene interakcije in skupne dejavnosti. Vsi ti dejavniki kažejo na povečanje kognitivnih sposobnosti na začetku obdobja prehoda velikih človeku podobnih opic v homininsko – torej v človeško obliko in vedenje.
Homo habilis, verjetno prva zgodnja človeška vrsta, je zasedla sotesko Olduvai pred približno 1,9 milijona let ([[|megaanum|Ma]]); nato je prišel sodobni avstralopitecin, Paranthropus boisei, 1,8 milijona let, sledil mu je Homo erectus, 1,2 milijona let. Naša vrsta Homo sapiens, za katero se ocenjuje, da se je pojavila pred približno 300.000 leti, naj bi zasedla mesta v soteski pred 17.000 leti.

## Odkritja in raziskovanja
Med potovanjem po Nemški Vzhodni Afriki leta 1911, da bi raziskal spalno bolezen , je nemški zdravnik in arheolog Wilhelm Kattwinkel obiskal sotesko Olduvai, kjer je opazil številne fosilne kosti izumrlega triprstega konja. Po navdihu Kattwinkelovega odkritja je nemški geolog Hans Reck leta 1913 vodil ekipo v Olduvai. Tam je našel ostanke homininov, ki so bili kasneje radiokarbonsko datirani na 17.000 pred sedanjostjo. Načrtovane so bile še štiri odprave, vendar je prva svetovna vojna preprečila njihov začetek. Po vojni, ko je Tanganjika prišla pod britanski nadzor, je Louis Leakey obiskal Reck v Berlinu in si ogledal fosile iz Olduvaija. Louis Leakey je postal prepričan, da soteska Olduvai hrani kamnito orodje, saj je mislil, da so najdišča podobne starosti kot prazgodovinsko najdišče Kariandusi v Keniji. Reck in paleontolog Donald McInnes sta spremljala Louisa Leakeyja na njegovi odpravi leta 1931, kjer je Louis kmalu po njihovem prihodu blizu tabora našel številne ročne sekire. Mary Leakey je to območje prvič obiskala leta 1935 in se pridružila Louisu in Percyju Edwardu Kentu. Naslednje obiske so Leakeyevi opravili v letih 1941, 1953, 1955 in 1957.
Louis in Mary Leakey sta odgovorna za večino izkopavanj in odkritij fosilov homininov v soteski Olduvai. Julija 1959 je Mary Leakey na najdišču FLK (začetnice osebe, ki jo je odkrila Frida Leakey in K za korongo, beseda v jeziku svahili za žleb), našla lobanjo Zinjanthropusa ali Australopithecus boisei. Poleg obilice živalskih ostankov so Leakeysi našli kamnito orodje, ki ga je Mary razvrstila kot Oldowan. Maja 1960 je na lokaciji FLK North-North Leakeyjev sin Jonathan našel čeljust, ki se je izkazala za tipski primerek za Homo habilis.

## Arheologija in geologija

### Hans Reck in Richard Hay
Medtem ko je bil Hans Reck prvi geolog, ki je poskušal razumeti geologijo soteske, je bilo trenutno razumevanje geologije stratigrafskega zaporedja soteske Olduvai mogoče v veliki meri s prizadevanji geologa Richarda Haya. Hay je dvanajst let preučeval geologijo v Olduvaiju, pri čemer je velik del delal skupaj z Mary Leakey in končno oblikoval podrobno sliko geološke zgodovine tega območja. Hayovo temeljno delo The Geology of the Olduvai Gorge je bilo objavljeno leta 1976.
Reck je identificiral pet glavnih plasti odlaganja v soteski, ki so bile označene kot plasti od I do V, pri čemer je ležišče I najstarejše in najnižje v zaporedju. Hay in drugi geologi, ki so delali v soteski že od Reckovega časa, so uporabili Reckov originalni oris plasti in dodali jasnost, podrobnosti in popravke, da bi dosegli temeljitejše razumevanje zgodovine soteske. Reckov prvotni interval plasti IV je bil pozneje opredeljen kot sestavljen iz ležišča IV in ležišč Masek, medtem ko je bila plast V preklasificirana kot plast Ndutu in plast Naisiuiu 7

### Stratigrafija soteske
Stratigrafska sekvenca v soteski je debela do 90 m, osnova pa je zvarjen tuf, ignimbrit Naabi. To je prekrito z nizom tokov lave iz Otmoija in iz drugega vira proti jugu. Najstarejši fosili so najdeni na tej površini, datirani na 1,89 mio let, medtem ko je bilo kamnito orodje datirano na 1,7 mio let, ko je Garniss Curtis prvič uporabil K-Ar datiranje. Poleg tega sta bila za datiranje najdišč uporabljena datiranje sledi cepitve in paleomagnetizem, za datiranje kosti pa sta bila uporabljena datiranje aminokislin in datiranje z ogljikom-14. Fosili hominidov in kamnita orodja so skozi celotno izpostavljeni v zaporedju v soteski. S prelomom med 100 in 30 kya je nastala depresija Olbalbal severozahodno od Ngorongoroja.

#### Plast I
Sedimenti spodnjepleistocenske plasti I debeline 20–46 m, ki prekrivajo zvarjeni tufni bazalt, so sestavljeni iz plasti olmotijevega tufa in glinenca iz jezerskih sedimentov. Štiri dobro ohranjena bivalna mesta so znotraj plasti I, FLK in FLK North-North, omenjenih zgoraj, ter DK in FLK North. Najdišče DK (prva začetnica Donalda McInnesa plus k za korongo) ima kamniti krog, veliko orodij in fosilnih kosti ter se giblje v starosti od 1,75 do 1,9 milijonov let.

#### Plast II
Plast II je sestavljena iz 21–35 m gline in peščenjaka jezera Olduvai in potokov. Manuporti (op.: naravni objekt, ki ga je človek premaknil iz prvotnega konteksta, sicer pa ostaja nespremenjen ) so v izobilju na lokaciji MNK (Mark Nicol Korongo), poleg kamnoloma nodulov roženca, ki vsebuje več kot 14.000 kosov, vključno z nakovali iz gnajsa in lave ter kamnitimi kladivi. Ročne sekire so bile najdene na lokacijah EF-HR (Evelyn Fuchs-Hans Reck) in TK (Thiongo Korongo). Najdišče BK (Bell's Korongo) je vsebovalo avstralopithecus boisei kočnik mlečnih zob in pasji zob.

#### Plast III
Izrazito rdeča plast III je sestavljena iz 6–10 m gline, peščenjakov in konglomeratov, ki pomenijo spremenljivo globino jezera. Prisotnih je nekaj fosilov in le izolirana kamnita orodja, kar kaže na redko prisotnost zgodnjega človeka.

#### Plast IV
Plast IV je izrazito drugačna enota od plasti II v vzhodnem delu soteske. Tam je debela 5–8 m in je sestavljena iz gline ter potokov odloženih peščenjakov in konglomeratov. Očitne so štiri različne ravni nosilnosti orodja, vključno s 500 ročnimi sekirami in sekači na najdišču HK (Hopwood's Korongo), medtem ko so fonolitne ročne sekire in sekiro iz slonovine našli na najdišču HEB (Heberer's Gully). Najdišče WK (Waylandov Korongo) je vsebovalo medenico in stegnenico Homo erectusa.

#### Masek beds
Plasti Masek so sestavljene iz dveh epizod eolskega pepela iz Kerimasija. V tej plasti na najdišču FLK so našli številne kvarcitne ročne sekire. Sipine, ki so nastale po odlaganju tufov Ol Doinyo Lengai, sestavljajo zgornji del Ndutu plasti, vendar dajejo nekaj fosilov. Tufi Ol Donyo Lengai sestavljajo tudi plasti Naisiusiu.

#### Povezane fosilne vrste
Nekaj ostankov Australopithecus boisei, ki vključujejo lobanjo, del stegenske kosti in več zob, je bilo najdenih razporejenih po plasteh I in II, kar jih datira v razponu od 1,1 do 2 mia. Najpogostejši ostanki Homo habilisa so bili najdeni v plasti I in spodnjem delu plasti II, zaradi česar so sodobniki avstralopithecusa boisei. Ostanki Homo erectusa so bili najdeni v zgornjih delih plasti II, zaradi česar so sodobniki Avstralopithecus boisei, ne pa tudi Homo habilisa.

## Kamnita orodja in njihovi izdelovalci
Louis Leakey je prvič opisal industrijo kamnitih orodij Oldowan leta 1951. Leakeyevi so ugotovili, da so sekljalniki najpogostejše kamnito orodje, najdeno v soteski, kar predstavlja več kot polovico celotnega števila in identificirali 11 Oldowanskih lokacij v soteski, 9 v plasti I. , in 2 v plasti II. Identificirali so tudi Developed Oldowan kot kasnejši raznovrsten komplet orodij, ki so ga našli v plasteh II, III in IV, z majhnimi orodji, narejenimi večinoma iz kremena in ne kvarcita. Ta orodja so večinoma sferoidi in podsferoidi, ki jim sledijo sekljalniki.
Poleg kamnoloma roženca v plasti II so Leakeyjevi lahko identificirali druge izvorne lokacije glavnih kamnin, uporabljenih za izdelavo kamnitih orodij. Najpogostejši material je bil kvarcit, ki izvira iz osamelca Naibor Soit severno od soteske. Fonolit izvira iz vulkana Engelosen 5 km proti severu. Gnajs je prišel iz osamelca Kelogi 9 km jugozahodno.
Prva vrsta, ki so jo odkrili Leakeys, Zinjanthropus boisei ali Australopithecus boisei (preimenovana in o kateri se še vedno razpravlja kot Paranthropus boisei), je imela sagitalni greben in velike kočnike. Ti atributi so namigovali na vrsto, ki se ukvarja z težkim žvečenjem, kar kaže na prehrano iz trdega rastlinskega materiala, vključno z gomolji, oreščki in semeni – in morda z velikimi količinami trav in šašev.
Nasprotno pa so najdbe Leakeysovih iz 1960-ih predstavljale različne značilnosti. Lobanja ni imela sagitalnega grebena, možgansko ohišje pa je bilo veliko bolj zaobljeno, kar kaže, da ni Avstralopiteka. Večje možgansko ohišje je nakazoval večjo možgansko zmogljivost kot avstralopithecus boisei. Te pomembne razlike so kazale na drugo vrsto, ki je bila na koncu poimenovana Homo habilis. Njegova večja možganska zmogljivost in manjša velikost zob sta kazala na Homo kot na verjetnega izdelovalca orodja.
Najstarejša orodja v Olduvaiju, najdena v najnižji plasti in razvrščena kot Oldowan, so sestavljena iz kamenčkov, odsekljanih na enem robu. Nad to plastjo in pozneje v času sta prava industrija ročnih sekir, Abbevillien in Acheulean. Še višje (in še kasneje) so Levallois artefakti in končno Stillbayjevi pripomočki. Oldowan orodja na splošno se imenujejo "prodnata orodja", ker so surovci, ki jih je izbral klesar, že v obliki kamenov spominjali na končni izdelek. Mary Leakey je orodja Oldowan razvrstila glede na uporabo; razvila je kategorije Oldowan A, B in C ter jih povezala z načini 1, 2 in 3, razvrščenimi glede na način izdelave. Njeno delo ostaja temelj za ocenjevanje lokalnih, regionalnih in celinskih sprememb v izdelavi kamnitih orodij v zgodnjem pleistocenu in pomaga pri oceni, kateri hominini so bili odgovorni za več sprememb v tehnologiji kamnitih orodij skozi čas.
Zagotovo ni znano, katera vrsta homininov je prva ustvarila orodja Oldowan. Pojav orodne kulture povezujejo tudi z vrsto pred-Homo Australopithecus garhi , njen razcvet pa povezujemo z zgodnjima vrstama Homo habilis in Homo ergaster. Pred 1,7 milijona let je zgodnji Homo erectus očitno podedoval tehnologijo Oldowan in jo izpopolnil v Ašelsko industrijo.
Oldowan orodja so v plasteh I–IV v soteski Olduvai. Plast I, datirana od 1,85 do 1,7 let, vsebuje Oldowan orodja in fosile Paranthropus boisei in Homo habilis, prav tako plast II, 1,7 do 1,2 mia. H. habilis se je umaknil Homo erectusu pri približno 1,6 milijona let, vendar je P. boisei vztrajal. Oldowan orodja se nadaljujejo s plastjo IV na 800.000 do 600.000 pred sedanjostjo. Pomembna sprememba se je zgodila med plastema I in II pri približno 1,5 milijona let. Povečala se je velikost kosmičev, pogosteje se je pojavljala dolžina bifacialnih robov (v nasprotju z enostranskimi robovi) in njihova dolžina se je povečala, povečali pa so se znaki udarcev na drugih artefaktih. Nekatere verjetne posledice teh dejavnikov med drugim so, da so po tem ključnem času hominini pogosteje uporabljali orodja, postali boljši pri izdelavi orodij in pogosteje prevažali orodja.

## Spomenik in muzej soteske Olduvai
Julija 2019 je bil soteski Olduvai na odcepu v sotesko Olduvai s ceste postavljen spomenik, ki povezuje zavarovano območje Ngorongoro in narodni park Serengeti (pot, po kateri potujejo ljubitelji safarija). Joshua Mwankunda je zasnoval zamisel o postavitvi spomenika v spomin na to pomembno mesto, hkrati pa bi služil kot smerokaz in privabljal obiskovalce v sotesko Olduvai in muzej; paleoantropologi Nicholas Toth, Kathy Schick in Jackson Njau so na zahtevo tanzanijske vlade načrtovali in zagotovili fosilne odlitke v naravni velikosti, ki jih je slavni tanzanijski umetnik Festo Kijo uporabil za ustvarjanje dveh velikih betonskih lobanj. Spomenik je sestavljen iz dveh velikih modelov fosilnih lobanj, ki sedita na velikem podstavku z informativno ploščo, nameščeno ob strani podstavka. Upodobljeni fosilni lobanji sta Paranthropus boisei in Homo habilis, dve sodobni vrsti, ki sta bili prvič odkriti v soteski Olduvai. Veliki modeli, ki jih je ustvaril Kijo, so visoki 6 metrov in tehtajo 5000 funtov. Projekt spomenika sta financirala Inštitut za kameno dobo in fundacija John Templeton v sodelovanju z organom za ohranitev območja Ngorongoro (NCAA).
Muzej soteske Olduvai, ki je 5 km od spomenika, je na robu soteske na stičišču glavne in stranske soteske. Kot eden največjih muzejev v Afriki ponuja izobraževalne eksponate, povezane s sotesko in njeno dolgo zgodovino.

## Galerija
- Najstarejši človeški predmet v Britanskem muzeju[14][13]
- Kraj, kjer je bil v Tanzaniji odkrit prvi P. boisei
- Oldowanski kamniti sekljalnik
- Star približno 1,8 milijona let